# Bilheteria dos cinemas no Brasil em 2022
Lista com o valor da arrecadação em reais e o público dos principais filmes lançados nos cinemas de todo o Brasil no ano de 2022.

## Arrecadação nos fins de semana
| Data            | Filme                                          | Arrecadação (R$) | Notas                                                     |
| --------------- | ---------------------------------------------- | ---------------- | --------------------------------------------------------- |
| 2 de janeiro    | Homem-Aranha: Sem Volta para Casa              | 18 000 000       |                                                           |
| 9 de janeiro    | Homem-Aranha: Sem Volta para Casa              | 20 000 000       |                                                           |
| 16 de janeiro   | Homem-Aranha: Sem Volta para Casa              | 10 000 000       |                                                           |
| 23 de janeiro   | Homem-Aranha: Sem Volta para Casa              | 5 900 000        |                                                           |
| 30 de janeiro   | Homem-Aranha: Sem Volta para Casa              | 4 590 000        | [ 1 ]                                                     |
| 6 de fevereiro  | Moonfall                                       | 3 100 000        |                                                           |
| 13 de fevereiro | Morte no Nilo                                  | 2 280 000        | Exorcismo Sagrado teve mais público                       |
| 20 de fevereiro | Uncharted: Fora do Mapa                        | 7 251 928        |                                                           |
| 27 de fevereiro | Uncharted: Fora do Mapa                        | 4 750 000        |                                                           |
| 6 de março      | Batman                                         | 32 201 321       | [ 3 ]                                                     |
| 13 de março     | Batman                                         | 20 370 000       |                                                           |
| 20 de março     | Batman                                         | 11 800 000       |                                                           |
| 27 de março     | Batman                                         | 7 170 000        |                                                           |
| 3 de abril      | Morbius                                        | 8 940 000        |                                                           |
| 10 de abril     | Sonic 2: O Filme                               | 15 800 000       |                                                           |
| 17 de abril     | Animais Fantásticos: Os Segredos de Dumbledore | 22 220 000       |                                                           |
| 24 de abril     | Animais Fantásticos: Os Segredos de Dumbledore | 11 830 000       |                                                           |
| 1 de maio       | Animais Fantásticos: Os Segredos de Dumbledore | 5 520 000        |                                                           |
| 8 de maio       | Doutor Estranho no Multiverso da Loucura       | 62 546 387       | Maior abertura do ano. Quinta maior abertura da história. |
| 15 de maio      | Doutor Estranho no Multiverso da Loucura       | 31 400 000       |                                                           |
| 22 de maio      | Doutor Estranho no Multiverso da Loucura       | 13 170 600       |                                                           |
| 29 de maio      | Top Gun: Maverick                              | 15 750 000       |                                                           |
| 5 de junho      | Jurassic World: Domínio                        | 20 500 000       |                                                           |
| 12 de junho     | Jurassic World: Domínio                        | 15 700 000       |                                                           |
| 19 de junho     | Lightyear                                      | 12 020 000       |                                                           |
| 26 de junho     | Top Gun: Maverick                              | 6 205 014        |                                                           |
| 3 de julho      | Minions 2: A Origem de Gru                     | 16 640 000       |                                                           |
| 10 de julho     | Thor: Amor e Trovão                            | 42 350 610       |                                                           |
| 17 de julho     | Thor: Amor e Trovão                            | 17 748 300       |                                                           |
| 24 de julho     | Minions 2: A Origem de Gru                     | 11 055 560       |                                                           |
| 31 de julho     | Minions 2: A Origem de Gru                     | 8 063 647        |                                                           |
| 7 de agosto     | Minions 2: A Origem de Gru                     | 2 410 000        |                                                           |
| 14 de agosto    | Minions 2: A Origem de Gru                     | 8 602 353        |                                                           |
| 21 de agosto    | Dragon Ball Super: Super Hero                  | 2 650 000        |                                                           |
| 28 de agosto    | Não! Não Olhe!                                 | 3 030 000        |                                                           |
| 4 de setembro   | Não! Não Olhe!                                 | 2 496 810        |                                                           |
| 11 de setembro  | Ingresso para o Paraíso                        | 2 855 803        |                                                           |
| 18 de setembro  | Orfã 2 - A Origem                              | 9 430 000        |                                                           |
| 25 de setembro  | A Mulher Rei                                   | 3 058 125        |                                                           |
| 2 de outubro    | A Mulher Rei                                   | 3 498 000        |                                                           |
| 9 de outubro    | Sorria                                         | 3 530 756        | Segunda semana em cartaz.                                 |
| 16 de outubro   | Halloween Ends                                 | 3 023 156        |                                                           |
| 23 de outubro   | Adão Negro                                     | 22 900 000       |                                                           |
| 30 de outubro   | Adão Negro                                     | 11 300 000       |                                                           |
| 6 de novembro   | Adão Negro                                     | 10 000 000       |                                                           |
| 13 de novembro  | Pantera Negra: Wakanda Para Sempre             | 29 400 000       |                                                           |
| 20 de novembro  | Pantera Negra: Wakanda Para Sempre             | 18 857 380       |                                                           |
| 27 de novembro  | Pantera Negra: Wakanda Para Sempre             | 7 257 499        |                                                           |
| 4 de dezembro   | Pantera Negra: Wakanda Para Sempre             | 6 890 904        | [ 8 ]                                                     |
| 11 de dezembro  | Pantera Negra: Wakanda Para Sempre             | 5 681 869        |                                                           |
| 18 de dezembro  | Avatar: O Caminho da Água                      | 40 100 000       |                                                           |
| 25 de dezembro  | Avatar: O Caminho da Água                      | 15 400 000       |                                                           |

## Arrecadação total
| #  | Filme                                          | Estúdio             | Público    | Faturamento    |
| -- | ---------------------------------------------- | ------------------- | ---------- | -------------- |
| 1  | Avatar: O Caminho da Águaa                     | Walt Disney Studios | 10 320 000 | R$ 219 960 000 |
| 2  | Doutor Estranho no Multiverso da Loucura       | Walt Disney Studios | 8 450 000  | R$ 169 274 000 |
| 3  | Thor: Amor e Trovão                            | Walt Disney Studios | 6 361 028  | R$ 123 366 565 |
| 4  | Minions 2: A Origem de Gru                     | Universal Studios   | 6 920 000  | R$ 121 720 000 |
| 5  | Batman                                         | Warner Bros.        | 5 880 000  | R$ 114 951 000 |
| 6  | Pantera Negra: Wakanda Para Sempreb            | Walt Disney Studios | 5 740 000  | R$ 113 430 000 |
| 7  | Top Gun: Maverick                              | Paramount Pictures  | 5 006 094  | R$ 110 317 380 |
| 8  | Adão Negro                                     | Warner Bros.        | 4 340 000  | R$ 79 900 000  |
| 9  | Jurassic World: Domínio                        | Universal Studios   | 3 910 171  | R$ 76 850 893  |
| 10 | Sonic 2: O Filme                               | Paramount Pictures  | 3 160 000  | R$ 57 253 000  |
| 11 | Animais Fantásticos: Os Segredos de Dumbledore | Warner Bros.        | 2 610 000  | R$ 51 419 000  |
| 12 | Orfã 2: A Origem                               | Diamond Films       | 2 124 312  | R$ 27 622 140  |
| 13 | Uncharted - Fora do mapa                       | Sony Pictures       | 1 464 982  | R$ 27 020 534  |
| 14 | Sing 2                                         | Universal Studios   | 1 570 000  | R$ 26 445 000  |
| 15 | Elvis                                          | Warner Bros.        | 1 098 849  | R$ 26 164 991  |
| 16 | Lightyear                                      | Walt Disney Studios | 1 277 864  | R$ 25 044 555  |
| 17 | Morbius                                        | Sony Pictures       | 1 271 828  | R$ 23 769 729  |
| 18 | A Mulher Rei                                   | Sony Pictures       | 1 210 000  | R$ 22 989 818  |
| 19 | O Telefone Preto                               | Universal Studios   | 1 285 444  | R$ 22 648 864  |
| 20 | Sorria                                         | Paramount Pictures  | 1 010 000  | R$ 17 610 000  |

### Apenas filmes brasileiros[10]
| #  | Filme                                         | Público | Faturamento     |
| -- | --------------------------------------------- | ------- | --------------- |
| 1  | Turma da Mônica: Lições                       | 542.674 | R$ 9.072.406,87 |
| 2  | Tô Ryca! 2                                    | 515.185 | R$ 8.610.512,65 |
| 3  | D. P. A. 3 - Uma Aventura no Fim do Mundo     | 424.622 | R$ 8.190.828,16 |
| 4  | Medida Provisória                             | 407.463 | R$ 7.707.462,74 |
| 5  | Eduardo e Mônica                              | 389.012 | R$ 7.365.705,53 |
| 6  | Predestinado: Arigó e o Espírito de Dr. Fritz | 263.868 | R$ 4.503.477,18 |
| 7  | Juntos e Enrolados                            | 245.937 | R$ 4.278.628,82 |
| 8  | Nada é por Acaso                              | 141.448 | R$ 2.142.940,83 |
| 9  | O Palestrante                                 | 126.566 | R$ 2.421.302,96 |
| 10 | Pluft o Fantasminha                           | 122.128 | R$ 2.227.852,08 |